# 현대 S엔진
현대 S엔진은 2006년 현대자동차에서 개발한 승용 V형 6기통 3.0리터 커먼레일 디젤 엔진이다.
베라크루즈와 모하비에 탑재됐으며, 현재 이 엔진을 이용하는 승용차량은 모하비뿐이다.
유로6 기준에 따라 요소수 대응 등 여러 가지 개량을 거쳐 왔으며, 차후 R엔진의 직렬 6기통 버전으로 대체될 예정이다.

## 장착 차량
- 현대자동차
  - 베라크루즈(EN)
- 기아자동차
  - 모하비(HM)
  - K-151